# تامر عاشور
تامر عاشور (عربی: تامر عاشور؛ زادهٔ ۲ ژانویهٔ ۱۹۸۴) خواننده، و ترانه‌سرا اهل مصر است.